# Hinrich Brunsberg

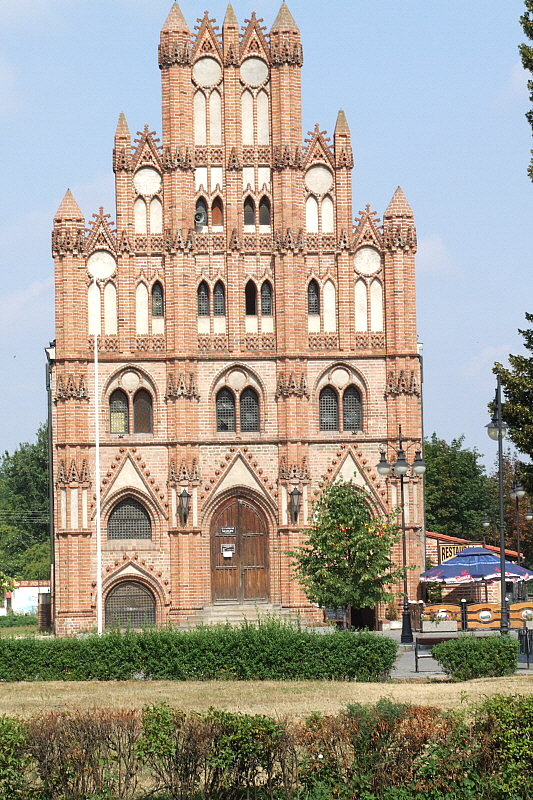
Das ehemalige Rathaus und heutige Kulturzentrum in Chojna

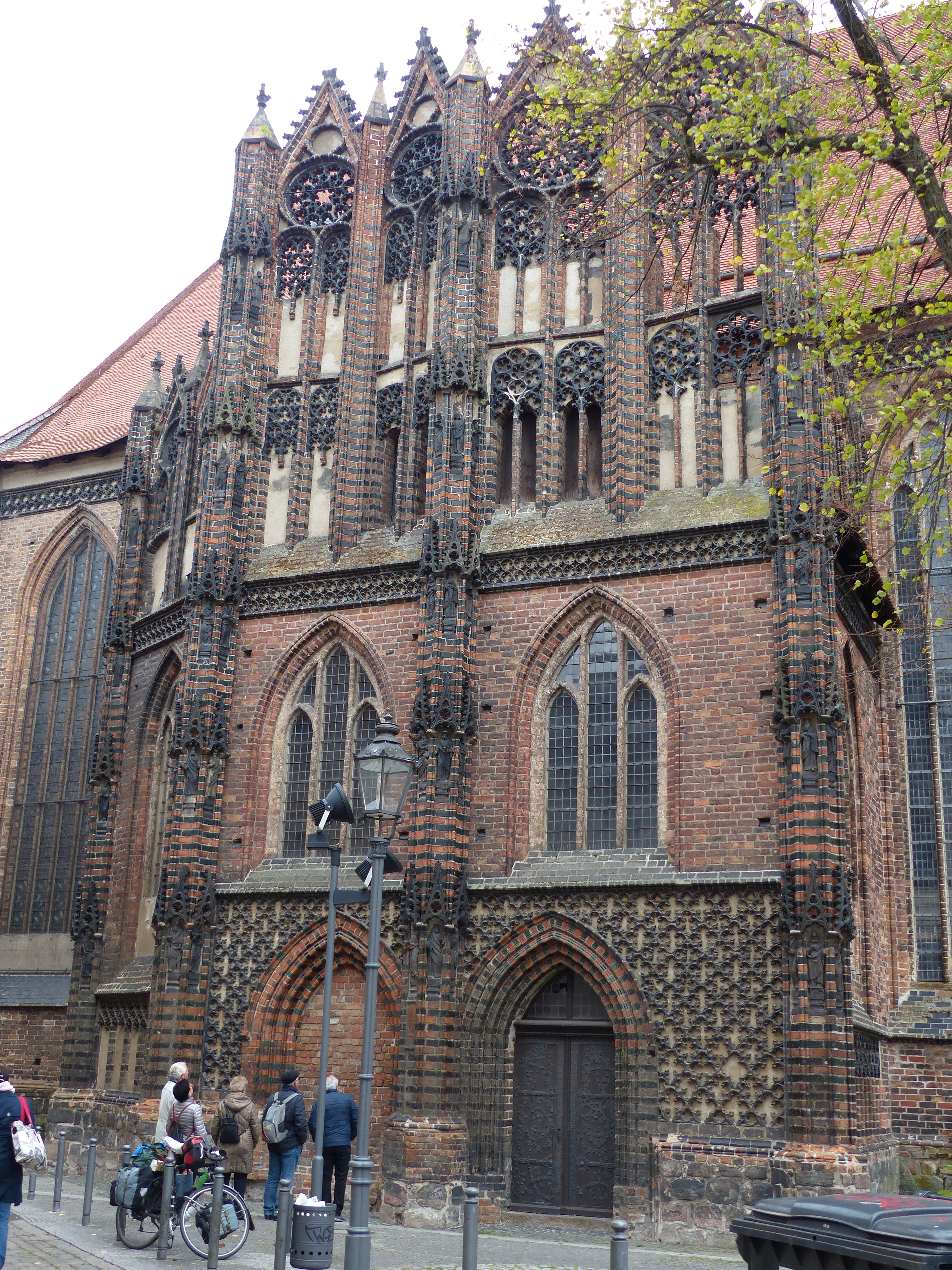
Marienkapelle der Katharinenkirche in Brandenburg

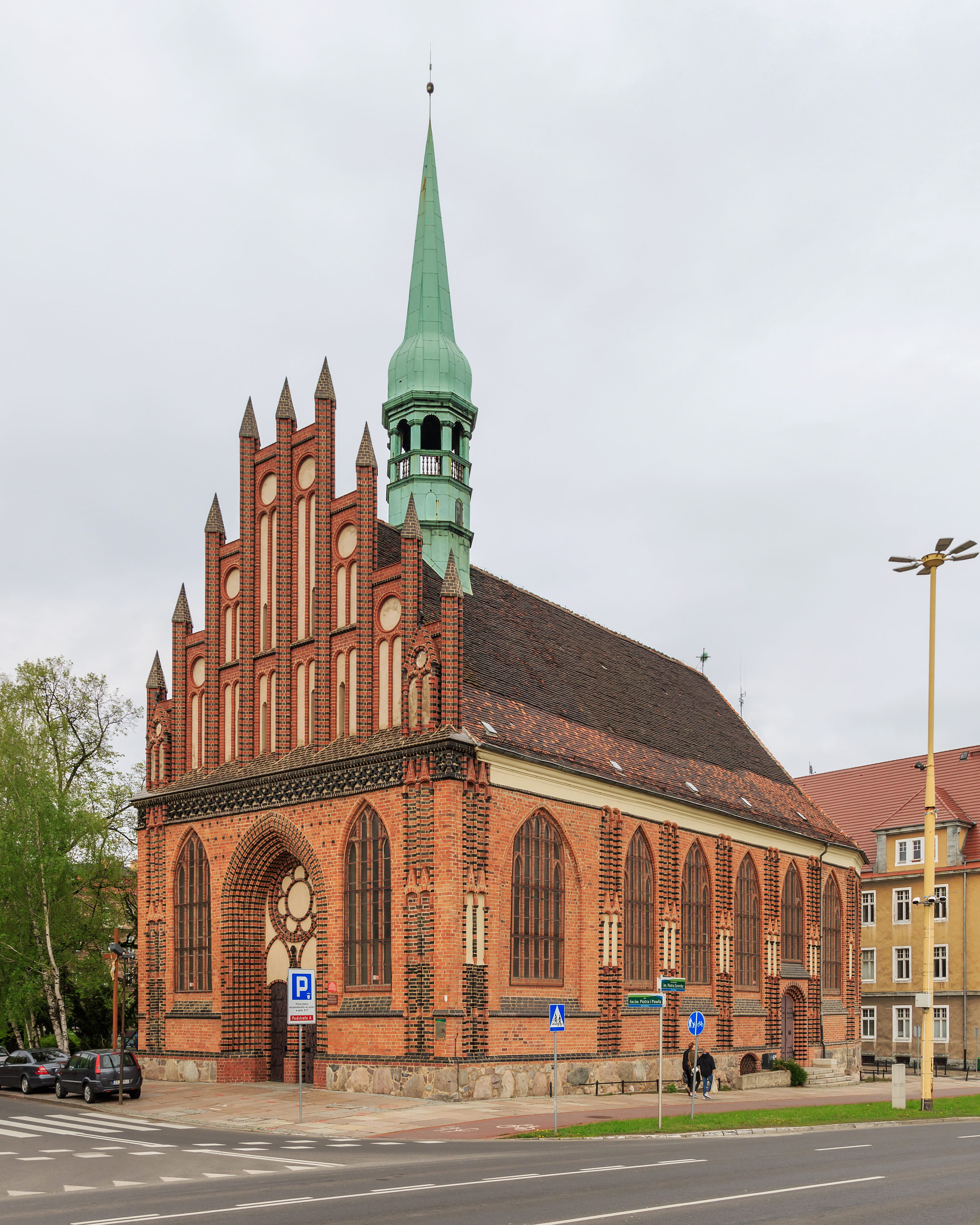
Die Peter-und-Paul-Kirche in Stettin

Hinrich Brunsberg, auch Heinrich Brunsberg oder Henryk Brunsberg, (* um 1350 im Deutschordensland; † zwischen 1428 und 1435 vermutlich in Stettin) war ein deutscher Architekt, der die mittelalterliche Backsteingotik im östlichen Norddeutschland prägte. Er wirkte um 1400 vor allem in der Mark Brandenburg und im Herzogtum Pommern.

## Leben
Heinrich Brunsberg wurde um 1350 im baltischen Raum geboren. Es wird vermutet, dass er aus der Stadt Braunsberg stammt. 1372 erwarb er das Bürgerrecht in Danzig, wo für 1378 ein Grundbesitz auf seinem Namen nachweisbar ist. Um 1400 wurde er erstmals im liber qurelarum der Stadt Stettin erwähnt. Mit der Jahreszahl 1401 nennt eine Inschrift an der Nordkapelle der Katharinenkirche in der Neustadt Brandenburg ihn als Baumeister des Kirchenbaus. Aus dem Jahr 1428 stammt die letzte Erwähnung in den geistlichen Verlassungsbüchern Stettins. Vermutlich ist er bald danach dort verstorben, spätestens aber 1435 nach der Fertigstellung der Marienkapelle an der St. Katharinenkirche in Brandenburg.

## Bauten
- St.-Katharinen-Kirche in Brandenburg an der Havel
- Kathedrale St. Jacobi in Stettin
- Umbau des Rathauses Stettin (bereits 1677 durch Kriegseinwirkung zerstört)
- Peter-und-Paul-Kirche in Stettin
- Marienkirche in Stargard (nachträglich zur Basilika umgebaut)
- Marienkirche in Königsberg in der Neumark (Chojna)
- Rathaus in Königsberg in der Neumark
- Marienkirche in Posen
- St. Stephan in Gartz (Oder)
- Rathaus in Tangermünde

## Stil
Hinrich Brunsbergs Bauwerke sind schmuckreiche Bauwerke der Backsteingotik in Brandenburg, Sachsen-Anhalt und Pommern. Sie sind gekennzeichnet durch die folgenden Merkmale:
- Die Strebepfeiler sind ins Innere gezogen und bilden tiefe Nischen, außen treten sie nur als flache Lisenen in Erscheinung,
- Das Backsteinmauerwerk ist belebt durch die Verwendung glasierter Steine, Friese und Formziegel, bei einigen Bauwerken bis hin zu frei vor die Fassade gestelltem Maßwerk.
- Teilweise werden schichtweise abwechselnd glasierte und unglasierte Ziegel verwendet, das Mauerwerk wird durch verputzte Blenden gegliedert,
- Die Bauwerke sind als Hallenkirchen gestaltet.